# 石川一成
石川一成（1929年9月8日—1984年10月23日）是一位日本学者，歌人。

## 生平
1929年出生于日本千叶县佐原市，毕业于旧制东京文理科大学，师从歌人佐佐木信纲。1950年加入竹柏会担任内部杂志《心の花》编委会成员。后任教于神奈川县立藤泽高等学校，1954年至1972年任教于神奈川县立湘南高等学校。1979年至1981年受派遣担任四川外国语大学日语系教师。。回国后担任神奈川县立厚木高等学校教授，为神奈川县中日友好事务服务。
1984年10月23日因交通事故逝世，享年55岁。

## 著作
- 『麦門冬』（白鳳社心の花叢書、1975年）[4]。
- 『神奈川の文学碑を歩く』（有斐閣新書、1981年）、ASIN: B000J7XMZO。
- 『沈黙の火―石川一成歌集』（白凰社心の花叢書、1984年）、ASIN: B000J6WJPY。
- 『長江無限―石川一成歌集』（ながらみ書房、1985年）、ASIN: B000J6OL0K。